# جيل بيرنهايم
جيل برنهايم (النطق الفرنسي:Gilles Uriel Bernheim [ʒil y.ʁjɛl bɛʁ.nɛm] ؛ من مواليد 30 مايو 1952) هو حاخام فرنسي كان سابقاً الحاخام الأكبر لفرنسا. ولد في Aix-les-Bains ، Savoie ، في عام 1952 ، تم انتخابه من قبل الجمعية العامة لرئيس حكام فرنسا المركزي في 22 يونيو 2008 ، لمدة سبع سنوات تبدأ من 1 يناير 2009. حتى ذلك الحين ، كان حاخام كنيس دي لا فيكتوار ، المعبد الرئيسي في باريس ، منذ 1 مايو 1997. تم احترام الحاخام الأكبر لفرنسا كعالم ليس فقط في المجتمع اليهودي ولكن في العالم الأكاديمي الأوسع. ومع ذلك ، استقال من منصب الحاخام الرئيسي في أبريل 2013 قبل انتهاء فترة ولايته ، وسط الكشف عن سرقة أدبية وخداع حول مؤهلاته الأكاديمية.
خلف الحاخام الأكبر جوزيف سيتروك. كان ينتقد بشدة رفع طرد الأسقف ريتشارد ويليامسون.
عينته الحكومة الفرنسية نايت [شوفالييه] في وسام الشرف ، في 10 أبريل 2009.